# Mt. Desolation
Mt. Desolation — британская группа, основанная участниками рок-группы Keane Тимом Райс-Оксли и Джесси Куином как сайд-проект. Релиз их одноименного дебютного альбома состоялся 18 октября 2010 года.
Группа состоит из Тима Райс-Оксли, Джесси Куина, Джессики Ставли-Тейлор, Фимбо, Джона-Уильяма Скотта и Фила Ренны.

## История
Проект начался во время мирового тура Keane Perfect Symmetry World Tour в 2009 году во время разговора в баре в Дублине, Ирландия. Райс-Оксли и Куин, пианист и басист Keane, соответственно, хотели сделать кантри-альбом, но они так же сказали, что не думали, что они собираются его выпустить. Альбом был записан и выпущен в 2010 году.
В записи альбома участвовали члены Noah & The Whale, The Killers, The Long Winters, The Staves и Mumford & Sons. После их дебютного шоу в The Lexington в Лондоне в июле, группа посетила Великобританию в сентябре 2010 года, США и Канаду при поддержке Mumford & Sons в октябре 2010 года. The Staves поддержали британские даты тура группы.
Группа начала блог Tumblr 6 ноября 2014 года, что вызвало предположение, что группа записывает новый альбом во время перерыва Keane. Это было позже подтверждено участником группы Джесси Куином в его твиттере.

### When The Night Calls (2018 — наст. время)
26 марта 2018 группа в своем Instagram объявила о выходе их второго студийного альбома «When The Night Calls», релиз которого назначен на 25 мая 2018 года. В этот же день вышли две их песни с предстоящего альбома под названиями «Distraction» и «Valentine».. 13 апреля 2018 состоялась премьера первого их сингла с альбома «On Your Way».

## Состав группы
- Тим Райс-Оксли — композиция, вокал, пианино, бас (2010-настоящее время)
- Джесси Куин — композиция, вокал, гитара (2010-настоящее время)

Дополнительный персонал
- Фимбо — барабаны (2010-настоящее время)
- Джессика Стейвли-Тейлор — бэк-вокал, акустическая гитара, пианино (2010-настоящее время)
- Джон-Уильям Скотт — бас, гитара (2010-настоящее время)
- Фил Ренна — скрипка, клавишные (2010-настоящее время)

## Дискография
| Title                | Details | Peak chart positions | Peak chart positions |
| Title                | Details | UK                   | US Heat              |
| -------------------- | --- | -------------------- | -------------------- |
| Mt. Desolation       | - Release date: 18 октября 2010 - Label: Island Records/Cherrytree Records - Formats: CD, цифровая дистрибуция | 140                  | 10                   |
| When The Night Calls | - Release date: 25 мая 2018 - Label: Island Records - Formats: CD, цифровая дистрибуция                        |                      |                      |

## Синглы
| Single                             | Year | Album                |
| ---------------------------------- | ---- | -------------------- |
| «Departure / State Of Our Affairs» | 2010 | Mt. Desolation       |
| «Bitter Pill»                      | 2010 | Mt. Desolation       |
| «On Your Way»                      | 2018 | When The Night Calls |

## Использование песен в сериалах
| Year | Title            | Type               | Song                   |
| ---- | ---------------- | ------------------ | ---------------------- |
| 2010 | Сплетница        | Эпизод: The Townie | «State Of Our Affairs» |
| 2011 | Анатомия страсти | Эпизод: Disarm     | «State Of Our Affairs» |